# Боец Баки
«Боец Баки» — аниме и манга о боевых искусствах. Автором манги является Кэйсукэ Итагаки. По её мотивам был создан теле-сериал «Baki the Grappler». В Японии было продано свыше 50 млн. копий манги. На данный момент в сериале 6 сезонов, а также OVA на 45~ минут и кроссовер с «Kengan Ashura».

## Сюжет
История рассказывает о парне Баки Ханма — сыне сильнейшего бойца на Земле, Юдзиро Ханма, известного также как Великан. Аниме повествует о том, как Баки пытается стать сильнее отца. В первом сезоне тринадцатилетний Баки тренируется, сталкиваясь с различными противниками и оттачивая свои боевые навыки. Вскоре Юдзиро Хамма принял вызов Баки и они начали схватку. Но пока Баки Хамма пытался наносить сокрушительные удары, Юдзиро Хамма справился с ним двумя ударами.
Во втором сезоне нас знакомят с Подпольной Ареной, где проходят битвы за звание лучшего бойца. Для того, чтобы туда попасть, необходимо найти организатора турнира. С этим Баки Ханма легко справляется и попадает на турнир. Там Баки Ханма встречает сильных бойцов и с трудом одерживает победу, забрав титул чемпиона.
В третьем сезоне нам повествуют о пяти преступниках, которые одновременно сбежали из тюрьмы, чтобы найти поражение. Баки Хамма и его друзья начинают постепенно побеждать их. Но в одной из битв Баки Хамма получает сильную дозу яда, которая истощает его тело до неузнаваемости. Из-за этого он теряет свою мышечную массу, а яд продолжает пожирать его тело. Баки Хамма положили в больницу, но там сказали, что он пришёл слишком поздно и яд из тела уже не вывести. Баки Хамма решил обратиться к своему давнему другу, который проживает в лесу почти всю свою жизнь. Они попытались сделать противоядие от болезни, так как вирус был создан в природных условиях, но это не помогло.
В четвертом сезоне нам рассказывают о том, что в Китае проходит Турнир «Рай-Тай», который проводят раз в 100 лет. Баки Ханма захотел поучаствовать, но для того, чтобы пройти, нужно победить одного Мастера китайских единоборств. Баки легко справляется с ним.
После попадания на турнир Баки Ханма в одной из битв получает серьезные ранения, ведь против него выставили мастера с «Ядовитой Рукой». Быстрыми ударами он наносил по Баки серьезный урон, однако яд оказался противоположным тому, что Баки получил ранее. Поэтому его тело начало полностью отвергать яд и герой вернул себе свои силы и скорость.
После победы ему дают много еды и десять литров воды с четырьмя килограммами фруктозы. После того, как Баки всё съел и выпил, его тело начало быстро восстанавливать свою мышечную массу. И уже через десять минут Баки полностью восстановился.
В пятом сезоне нам рассказывают о том, что Баки хочет бросить вызов своему отцу, Юджиро Хамма. Тот принимает вызов, но Баки понимает, что силы не равны и ему нужен соперник, на котором можно потренироваться.
Баки решил сразиться с сильнейшим человеком в США — Бисквитом Оливером по кличке «Свободный». Её он получил потому, что из-за силы правительство использует его в своих целях. И поэтому ему предоставлена полная свобода в тюрьме, где он находится. Похитив президента США, Баки сдается и попадает в эту же тюрьму. Оливер его встречает, но Баки без раздумий сразу бросает ему вызов. Оливер отказывается, но Баки это не останавливает. Главный герой узнает, что в этой тюрьме есть ещё один «Свободный» — Гевара. И именно он бросает вызов Оливеру. Оливер без особого труда побеждает Гевару.
Баки же, посмотрев на эту скучную битву, захотел подраться с Оливером. Чтобы это устроить, он сбежал из тюрьмы. Оливер посчитал этот поступок наглым. Пока Баки сидел в карцере, Оливер пришел к нему и обмочился на Баки. У них началась схватка. Одним точным ударом Оливер вырубил Баки. Но вдруг тот резко вскочил (на его спине видно «Лицо Демона»). Баки начал поджимать Оливера к стене. И после непродолжительной схватки вырубил его точным ударом головой. Оливер не смог признать того, что в его тюрьме он не самый сильный. Поэтому Баки выпустили и он дальше отправился искать самого сильного соперника.

## Персонажи
Баки Ханма (яп. 範馬 刃牙 Ханма Баки). Главный персонаж всего сериала, сын Юдзиро Ханмы и Эми Акэдзавы, брат Джека Ханмы (Хаммера). Обучался боевым искусствам с четырёх лет под началом самых разных тренеров и мастеров. В возрасте тринадцати лет решил тренироваться самостоятельно, покинув своих учителей и решив идти по стопам отца. Позднее он встретился в бою со своим отцом, но проиграл ему и стал причиной гибели собственной матери (которая, на первый взгляд, не очень-то любила Баки, но пыталась защитить его от Юдзиро, в последний момент осознав, кто для неё важнее). После этого Баки начинает путешествовать по миру, сражаясь с разными бойцами высокого класса. Вернулся в Японию, когда ему было 17 лет. Ханма Баки узнал о подпольной арене, на которой проводились бои без правил. За пару лет он победил всех своих соперников и стал чемпионом и украшением Токийской арены подпольных боёв. Баки принял участие в Великом турнире, организованном хозяином арены. Он победил гигантского американского рестлера Артемиса Ригана в первом раунде, африканского бойца Зулу — во втором, легендарного японского рестлера Игари Кандзи — в третьем, мастера кунг-фу Кайо Рэцу — в полуфинале, Джека Хаммера — в финале. Во время битвы с Джеком у Баки на спине проявляется тот же демон, что и у его отца — гипертрофированные мышцы спины образуют собой подобие лица демона. В отличие от Ханмы Юдзиро, Баки сражается честно и всегда щадит своих противников. Мечтает победить своего отца. Боевой стиль — смешанные боевые искусства, множество приемов он позаимствовал из арсенала своих бывших противников.
Сэйю: Масами Кикути
Юдзиро Ханма (яп. 範馬 勇次郎 Ханма Ю:дзиро:). Главный антагонист на протяжении всего сериала. Отец Баки и Джека, муж Эми Акэдзавы. Во время вьетнамской войны уничтожал подразделения армии США голыми руками, в одиночку. Он не использовал даже нож. Американское правительство было вынуждено отнестись к нему с уважением, и с тех пор Юдзиро на их стороне; в его распоряжении все военные средства США. Юдзиро не проиграл ни одного поединка. Единственный его проигрыш — во время турнира, когда Юдзиро сражался против выбывших бойцов; на него набросили сеть, а затем обстреляли дротиками со снотворным (которого, по словам Мицунари Токугавы, было достаточно чтобы свалить синего кита). Несмотря на это, Юдзиро через некоторое время восстановился и выбрался из своей камеры.
Сэйю: Кэндзи Номура
Доппо Ороти (яп. 愚地 独歩 Ороти Доппо). Мастер карате, основатель школы Синсикай (аллюзия на карате Кёкусинкай), муж Нацуэ Ороти, приёмный отец Кацуми Ороти. Один из немногих бойцов, сумевших серьезно противостоять Юдзиро. Тренируется со своими учениками каждый день. Также является инструктором Киёсуми Като и Ацуси Суэдо. Прославился как «Бог Войны» во время боёв на подпольной арене. Некоторые называют его победителем тигров, так как в одном из поединков на арене он действительно убил двух тигров. Во время боя с Юдзиро потерял свой левый глаз, а также почти был убит им, но Курэха Синоги, гениальный врач и боец, вернул его к жизни прямым массажем сердца. Доппо победил Ричарда Филта в первом раунде, Ю Аманая — во втором, но затем проиграл Гоки Сибукаве. После этого хотел закрыть свою школу карате, но передумал. Прообразом персонажа послужил Масутацу Ояма — основатель карате Кёкусинкай.
Сэйю: Макото Тэрада
Кацуми Ороти (яп. 愚地 克巳 Ороти Кацуми). Приёмный сын Доппо и Нацуэ Ороти, гордость школы карате Синсикай. Он — идеальный каратист, как говорит его отец. Должен был выступать на чемпионате мира, но был отозван и представлен Токугаве для участия в боях на подпольной арене. По опыту не уступает своему отцу, а где-то даже и превосходит его (например «сверхзвуковой удар» придумал лично Кацуми, и Доппо не смог бы его повторить). Достаточно долго сражался на турнире. Победил Роланда Густава в первом раунде, Каору Ханаяму — во втором (победа далась Кацуми очень тяжело), но проиграл Кайо Рэцу в третьем раунде. Его «сверхзвуковой удар» был отбит при помощи «сверхбыстрого удара» из Кунг-фу. Рэцу был удивлён тем, что парень выдержал этот удар. Боевой стиль Кацуми — продвинутое карате Синсикай.
Сэйю: Юко Маэкава
Гоки Сибукава (яп. 渋川 剛気 Сибукава Го:ки). Мастер дзю-дзюцу, использованного самураями во время феодального периода в Японии. Тренировался ещё во времена Второй мировой войны, в «старые дни» боевых искусств. Может победить практически любого противника, использовав его силу против него самого. Гоки стар, а потому может и не расслышать некоторые фразы или слова. Его левый глаз заменён на стеклянный. Победил Роджера Харлана в первом раунде турнира, Косё Синоги — во втором, Доппо Ороти — в третьем, но в полуфинале проиграл Джеку Хаммеру. Боевой стиль Сибукавы — айкидо. Прообразом персонажа послужил Годзо Сиода — основатель айкидо Ёсинкан.
Сэйю: Хироси Нака
Джек Хаммер (Ханма) (яп. ジャック・ハンマー Дзякку Хамма:) — Как впоследствии выяснилось, сын Юдзиро Ханмы, единокровный (один отец и разные матери) брат Баки, сын Дианы Нилл, человек, отказавшийся от будущего — так его называют на протяжении фильма и этому есть объяснение. Чтобы превзойти своего отца, Джек обратился к науке, принимая допинг. Уже через несколько недель он достиг нечеловеческих результатов. «Чтобы поддерживать свое тело, я прошел через пытки, я качался по 30 часов в сутки… я терпел эти пытки более 10-ти лет и я превзошел препараты… я сотворил чудо… и теперь с этим прекрасным телом, я предстану перед Юдзиро Ханмой!»
Победил бразильского бойца Сержио Сильвера в первом бою, во втором — мастера сёриндзи кэмпо Кэнго Мисаки, в третьем — борца Горлана Адрианова, в четвёртом мастера дзю-дзюцу Гоки Сибукаву, но в финале проиграл Ханме Баки. Боевой стиль, так называемый питфайтинг, представляет собой «подпольную» версию миксфайта без каких либо ограничений.
Сэйю: Коити Сакагути
Кайо Рэцу (яп. 烈 海王 Рэцу Кайо:) — Мастер ушу (в японской версии озвучен как мастер кэмпо). В юности Кайо тренировался в китайском монастыре. Из-за своего буйного нрава был первый раз заключён под стражу, но, победив 6 вооружённых охранников, пришёл на сдачу экзамена силы. Настоятели были поражены тем, что он создал волну, равную по силе волне учителя. Глава храма отвёл его в тайное место и рассказал ему о человеке, который вырыл тоннель голыми руками, с протезами вместо ног. Во второй раз он был заперт в тюрьме за то, что случайно отнял жизнь у своего соперника на тренировке. В его сердце не было ни раскаяния, ни сострадания, и Рэцу хотел сразиться с сильнейшими. Несмотря на это, через некоторое время настоятель всё-таки присвоил ему имя Кайо, но это произошло только из-за того, что его похвалил тот самый человек, который вырыл тоннель. Однако его тренировки стали ещё тяжелее — после получения нового титула ему надели на ноги очень тяжёлую обувь. Как он в последующем признался: «Снимать их для бойца кун-фу — почти то же самое, что для боксёра снять перчатки и драться голыми руками». Презирает остальные боевые искусства, говоря, что в кун-фу всё достигнуто уже несколько тысячелетий назад. Ненавидит каратистов. Голыми руками создал шар из обсидиана. Победил Сергея Тактарова в первом раунде, Тобу — во втором, Кацуми Ороти — в третьем (это было больше похоже на уничтожение, чем на бой), но в полуфинале проиграл Баки Ханме, хотя победа Рэцу казалась очевидной.
Сэйю: Кунихико Ясуи
Каору Ханаяма (яп. 花山 薫 Ханаяма Каору) — 15-летний лидер якудзы (хотя выглядит как минимум вдвое старше), мастер уличных боёв (что не является боевыми искусствами), обладающий невероятной силой и громадным ростом. Его родители видели в нём невероятный боевой потенциал. Он и все мужчины в его семье носили на спине татуировку с названием «Бесстрашный», в память о бродячем игроке, который спас его предков. Однажды он собственными руками перебил весь враждебный клан якудзы. В самом начале сериала дерётся против Баки, но затем становится его другом. Также сражался против Юдзиро, но проиграл. Умеет сдавливать суставы противника таким образом, что могут лопнуть сухожилия и вены (не работает против Юдзиро, и работает только наполовину против Баки), именно этой техникой он разорвал руку Юрия Чайковского. Во время турнира победил Бунносина Инаги в первом раунде (вероятнее всего, убил, так как у Инаги сломался позвоночник и грудная клетка), но затем проиграл Кацуми Ороти (хотя Ханаяме удалось его сильно покалечить). Не владеет боевыми искусствами, но является мастером уличных боёв, полагаясь исключительно на свою силу. Иногда специально уменьшает скорость своих ударов, чтобы они приобрели сокрушительную силу. Носит очки, которые всегда снимает перед дракой. Молчун.
Сэйю: Масаюки Наката

## Медиа

### Манга
- «Grappler Baki» (яп. グラップラー刃牙 Gurappurā Baki, Боец Баки) ― первая оригинальная часть, знакомит с историей жизни Баки, где он участвует в турнире по карате и за титул чемпиона подпольных боев. Позже сюжет повествует о прошлом Баки, о его начале пути подготовки и становления сильным бойцом, чтобы попытаться на равных провести свой первый бой с отцом. После сюжет возвращается к моменту начала турнира сильнейших бойцов со всего мира, где в финале Баки сразиться с Джеком Хаммером за титул чемпиона мирового турнира. Он включает 42 танкобона, которые выпускались с 1991 по 1998 год.

- «New Grappler Baki» (яп. バキ Baki, Баки) ― вторая часть, повествующая о пятерых преступниках-бойцах, которые одновременно сбежали из заточения — Дориан и Спек из США, Дойль из Великобритании, Сикорский из России и Янаги Рюко из Японии. Они прибыли в Токио «в поисках поражения». Ближе к концу манги Баки с отцом становятся участниками китайского турнира Рай-тай, на котором встречают дюжину защитников Китая — бойцов Кайо. Одновременно к ним присоединяется Али-младший, который бросает вызов Баки. Затем уже и сам Баки вызывает отца на финальную схватку. Он включает 31 танкобон, которые выпускались с 1999 по 2005 год.

- «Baki: Son of Ogre» (яп. 範馬刃牙 Hanma Baki, Хамма Баки) ― третья часть, рассказывающая о приключениях Баки в тюрьме «Чёрный Пентагон», куда он специально «напросился» с целью провести бой с Оливером Бисквитом. Позже в сюжете появляется древнейший человек колоссальной силы — Пикл, схватки с которым ищут многие сильные бойцы. В конце описывается длительный и жестокий финальный бой отца с сыном. Он включает 37 танкобона, которые выпускались с 2005 по 2012 год.

- «Baki-Dou» (яп. 刃牙道 Baki-Dō, Путь Баки) ― четвертая часть, где уже известным героям предстоит новое испытание — встреча с воскрешённым наукой из далёкого прошлого, легендарным воителем-самураем. Он включает 22 танкобона, которые выпускались с 2014 по 2018 год.

- «Baki Dou» (яп. バキ道 Bakidō, Путь Баки) ― пятая часть, по сюжету которой уже происходит после победы над воскрешённым «богом меча» Миямото Мусаси. В этот раз история столкнёт главных персонажей с потомком «бога сумо» Номи-но-Сукуне и его бандой сумоистов. Он включает 17 танкобонов, которые выпускались с 2018 по 2023 год.

- «Baki Rahen» (яп. 刃牙らへん Baki Rahen, Баки: где-то рядом) ― шестая часть, которая выходит в журнале Weekly Shōnen Champion с 24 августа 2023 года.

### OVA
В 1994 году был выпущен 45-ти минутный OVA-фильм по мотивам первых томов оригинальной манги. Согласно сюжету Баки сражается с Синоги Косё. Фильм был лицензирован для выпуска на территории США компанией Central Park Media и вышел на DVD-издании под названием Grappler Baki: The Ultimate Fighter 1 декабря 1998 года.
Вторая OVA-серия под названием Baki: Most Evil Death Row Convicts Special Anime (バキ 最凶死刑囚編SP(スペシャル)アニメ) вышла в составе ограниченного, 14-го тома манги Baki-Dou 6 декабря 2016 года. Сюжет также является адаптацией второй части манги. Созданием серии занималась студия Telecom Animation Film, режиссёром выступил Тэйти Такигути. Сюжет повествует о пяти товарищах, которые сбегают из тюрьмы, чтобы путешествовать по миру и добраться до Японии.

### Аниме
По мотивам манги был выпущен аниме-сериал, состоящий из 24-х серий. Сериал транслировался по японскому телеканалу TV Tokyo с 8 января по 25 июня 2001 года. Созданием сериала занималась студия Free-Will. Второй сезон под названием Grappler Baki: Maximum Tournament (グラップラー刃牙 最大トーナメント編) описывает продолжение сюжета манги и транслировался с 23 июля по 24 декабря 2001 года. Всю музыку к аниме-сериалу написала группа Project Baki, а открывающие темы исполняла Рёко Аояги. Первая открывающаяся тема — «Ai Believe» (哀 believe), выступала также концовкой для аниме Reborn!. Во втором сезоне в качестве открытия, выступала песня «All Alone», а закрывающей стала «Loved…». 27 марта 2003 года был выпущен музыкальный альбом с собранными из аниме песнями под названием Baki the Grappler: Original Soundtrack.
Оба сезона были лицензированы в США компанией Funimation Entertainment. Все серии были выпущены на 12 DVD с 14 июня 2005 года по 27 февраля 2007 года. 23 января 2007 года и 25 марта вышли 2 коллекционных издания, включающих в себя по 6 дисков.
Сериал был дублирован на английском языке и транслировался по детскому телеканалу Funimation Channel, с 19 июня 2006 года.
В декабре 2016 года стало известно, что вторая часть манги New Grappler Baki — Most Evil Death Row Convicts получит свою аниме-адаптацию. Режиссёром выступил Тосики Хирано, над созданием сериала работала студия TMS Entertainment. За дизайн персонажей отвечала Фудзё Судзуки, над сценарием работал Тацухико Урахата. Транслировался с 25 июня по 16 декабря 2018 года в Японии и за её пределами по каналу Netflix.. Второй сезон вышел эксклюзивно на Netflix 4 июня 2020 года.
В сентябре 2020 года было объявлено, что третья часть манги Baki: Son of Ogre будет адаптирована и станет продолжением предыдущего сезона сериала от Netflix. Первые двенадцать серий вышли 30 сентября 2021 года.
24 марта 2022 года Netflix анонсировал продолжение аниме Hanma Baki: Son of Ogre 2, который был разделён на две части. Первые тринадцать серий вышли 26 июля 2023 года и охватили сюжет арки Пикла. Остальные четырнадцать серий вышли 24 августа того же года и охватили финальную арку битвы отца и сына.
В марте 2024 года Netflix анонсировал аниме-кроссовер с Kengan Ashura под названием Baki Hanma vs. Kengan Ashura, премьера которого запланирована на 6 июня того же года.
31 марта 2024 года было объявлено, что четвёртая часть манги Baki-Dou будет адаптирована и станет продолжением предыдущих сезонов сериала от той же анимационной студии, TMS Entertainment.

### Видеоигры
По мотивам манги было выпущено несколько видеоигр. Первая в жанре файтинга от компании Tomy была выпущена в Японии, в 2000 году под названием Fighting Fury (яп. グラップラー刃牙 バキ最強列伝 Гураппураː Баки - Баки Сайкё: Рэцудэн) для игровой приставки PlayStation 2, в 2003 году игра вышла в Великобритании.

## Восприятие
По состоянию на сентябрь 2016 года, в Японии было продано в общей сложности 63 миллиона копий манги Baki. Аллен Дайверс и Джечсон Томсон описали франшизу как «очень убедительную» и «самую сумасшедшую боевую мангу»
.
Редакция IGN назвала сюжет Баки посредственным и мгновенно забываемым, где вся история сводится к тому, что очередной накачанный злодей беседует и угрожает молодому Баки в течение 49 страниц, чтобы в конце концов герой выкрутил ему лодыжку на 720 градусов и преподал урок. При этом в сюжете чувствуется дух японского национализма.
Карлос Росс дал негативную оценку сюжету, назвав его посредственным, слишком похожим на Dragon Ball Z; клишированный герой, недальновидный и слепо верящий в свою удачу, злодеи с неясными мотивами. Сцены сражений не отличаются уникальностью и быстро забываются, а автор демонстрирует плохие знания в человеческий анатомии. Дэвид Смит из сайта IGN назвал аниме-экранизацию произведением старой школы с тупиковым сюжетом. При этом не стоит в сценах сражений искать какого-либо реализма, бои не красочные, ситуацию портит некачественная анимация, вялые движения противников и особый стиль анимации придают сюжету, по мнению Дэвида, некий фетишистский оттенок. С другой стороны, бои не растягиваются на несколько часов экранного времени, чем грешат «Наруто» или «Жемчуг дракона Z». Тем не менее качество анимации и её сильное замедление в некоторых сценах может вызывать у зрителя разочарование. Сюжет не отличается сложностью и глубоким смыслом, тем не менее в произведении есть отсылки к личностям известных боксёров, что заинтересует людей, интересующихся данной темой.
Комедийный японский фильм Graffreeter Toki, выпущенный в марте 2011 года создавался под вдохновением манги Grappler Baki.